# ジョゼ・ヴェイガ
ジョゼ・マヌエル・モンテイロ・ダ・ヴェイガ（José Manuel Monteiro da Veiga, 1976年12月18日 - ）は、ポルトガル・リスボン出身の元カーボベルデ代表のサッカー選手。
プロキャリアとしてはポルトガルとスペインの2部で過ごし、イングランドでは下部リーグの数クラブでプレーしている。

## 経歴

### クラブ

#### ポルトガル&スペイン
リスボンに生まれたヴェイガは、地元にある強豪のSLベンフィカの下部組織で育ったが、トップチームには1995-96シーズンに第3GKとして登録されたのみで出場はなかった。その後、近隣にある2部のFCアルヴェルガに2シーズン過ごし、スペインに渡り3部のレバンテUDへ移籍した。
加入1年目から正GKを務め2部昇格に貢献し、以降3シーズンの間でチームの2部残留に奮闘した。2001-02シーズンにローンながら1部のレアル・バジャドリードに加入を果たすも、公式戦の出番はおとずれなかった。
故郷のポルトガルへ戻りCFエストレラ・アマドーラに加入し、2003-04シーズンはキャリア初にして唯一となるスーペル・リーガトップリーグを経験するもチームは18位と最下位に終わった。その後、2部のSCオリャネンセに移籍した。

#### イングランド
イングランドのウォルソールFCとベリーFCで訓練した後、2006-07のプレシーズン中にタムワースFCのトライアルに参加。労働許可証が発行されるのを暫く待ち、2006年11月11日にマーク・クーパー監督率いる5部のチームと契約した。
同シーズンにクラブは降格するも、2007年7月10日に1年間の契約延長に合意したものの、翌年の3月14日にトレーニング中に肩を脱臼したことでシーズンの殆どを欠場することを余儀なくされたため、ガリー・ミルズ監督の構想外となり2007-08シーズン終了後に退団が決定した。
2008年12月26日、GKに欠員が出た際に緊急時の補強が認められる非契約条件に基づき、3部のヘレフォード・ユナイテッドFCに加入。トレンメア・ローヴァーズFC戦で出場はなかったがベンチ入りをし、2009年4月4日のハートリプール・ユナイテッドFC戦でデビューしたが、アウェーで2-4と敗れた。
2009年8月4日にマクルズフィールド・タウンFCと1年契約を結ぶと、最終節に0-0でクリーンシートを達成したリンカーン・シティFC戦を含めリーグ戦5試合に出場し、FAカップのミルトン・キーンズ・ドンズFC戦でもプレーした。その後、活躍が認められ1年契約を延長し、2011年5月に再び1年延長。それから1年後にチームが降格したこともあり契約満了に伴い退団した。
2012年8月17日、ハローゲート・タウンFCに加入した。

### 代表
2004年からカーボベルデ代表としてプレイしていたが、2007年3月にコーチ陣と仲違いしたことでアフリカネイションズカップ2008予選のアルジェリア戦のメンバーから外され、エルネスト・ダ・コンセイソン・ソアレスが選ばれた。しかし、6月16日に同大会のガンビア戦で呼び戻された。
以降は出場がなかったが、2010年5月後期に2010 FIFAワールドカップに向け準備をしていたポルトガルとの親善試合に招集され、FIFAランク170位のチームとしては0-0の引き分けと歴史的な快挙をヴェイガはベンチで体験した。